# 로얄 엑셀 무스크롱
로얄 엑셀 무스크롱(Royal Excel Mouscron)는 벨기에 무스크롱을 연고로 하는 축구 클럽이다. 2010년 파산한 RE 무스크롱과 RRC 페루웰츠가 합병되어 "로얄 무스크롱 페루웰츠"(Royal Mouscron-Péruwelz)라는 이름으로 창단되었으며, 2016년 현재의 "로얄 엑셀 무스크롱"으로 이름을 바꾸었다. 현재 벨기에 프로리그에 참가하고 있다.

## 역대 감독
| 감독              | 임기        |
| ----------------- | ----------- |
| 로렌조 스타엘런스 | 2016 ~ 2017 |
| 베른트 슈토르크   | 2018 ~ 2019 |